# Varronia sessilifolia
Varronia sessilifolia är en strävbladig växtart som först beskrevs av Adelbert von Chamisso, och fick sitt nu gällande namn av A. Borhidi. Varronia sessilifolia ingår i släktet Varronia och familjen strävbladiga växter. Inga underarter finns listade i Catalogue of Life.